# Liste der Kardinalskreierungen Alexanders VI.
Papst Alexander VI. kreierte im Verlauf seines Pontifikates folgende Kardinäle:

## 31. August 1492
- Juan de Borja Lanzol de Romaní (der Ältere)

## 20. September 1493
- Jean Bilhères de Lagraulas OSB
- Giovanni Antonio Sangiorgio
- Bernardino López de Carvajal
- Cesare Borgia
- Giuliano Cesarini der Jüngere
- Domenico Grimani
- Alessandro Farnese (später Papst Paul III.)
- Bernardino Lunati
- Raymund Pérault OESA
- John Morton
- Friedrich Jagiello
- Ippolito I. d’Este

## Mai 1494
- in pectore Luigi d’Aragona

## 16. Januar 1495
- Guillaume Briçonnet

## 21. Januar 1495
- Philipp von Luxemburg

## 19. Februar 1496
- Juan López
- Bartolomé Martí
- Juan de Castro
- Juan de Borja Llançol de Romaní (der Jüngere)

## 17. September 1498
- Georges d’Amboise

## 20. März 1500
- in pectore Diego Hurtado de Mendoza
- in pectore Amanieu d’Albret
- in pectore Pedro Luis de Borja Llançol de Romaní O.S.Io.Hieros.

## 28. September 1500
- in pectore Jaime Serra i Cau
- in pectore Pietro Isvalies
- in pectore Francisco de Borja
- in pectore Juan de Vera
- in pectore Ludovico Podocathor
- in pectore Antonio Trivulzio O.C.R.S.A.
- in pectore Giovanni Battista Ferrari
- in pectore Tamás Bakócz
- in pectore Marco Cornaro
- in pectore Gianstefano Ferrero

## 31. Mai 1503
- in pectore Juan Castellar y de Borja
- in pectore Francisco de Remolins
- in pectore Francesco Soderini
- in pectore Melchior von Meckau
- in pectore Niccolò Fieschi
- in pectore Francisco Desprats
- in pectore Adriano Castellesi
- in pectore Jaime de Casanova
- in pectore Francisco Lloris y de Borja